# Jonatan
Jonatan je moško osebno ime.

## Izvor imena
Ime Jonatan je hebrejskega izvora in pomeni »(jehova) bog je dal«; »božji dar«. Po pomenu in sestavi so mu podobna imena Bogdan in Božidar v slovanskem jeziku, ter tudi Teodor v grščini in Matej v hebrejščini.

## Pogostost imena
Po podatkih Statističnega urada Republike Slovenije je bilo na dan 10. februarja 2009 v Sloveniji število moških z imenom Jonatan: 44. Med vsemi moškimi imeni pa je ime Jonatan po pogostosti uporabe uvrščeno na 882. mesto.